# Acceleradors de partícules a la cultura popular
Els acceleradors de partícules tenen certa presència a la cultura popular especialment al camp de la ciència-ficció, però també en la divulgació científica, literatura de ficció, pel·lícules i sèries de diversos gèneres i altres àmbits de la cultura popular on s'inclouen temes relacionats amb la física de partícules.

## En la divulgació científica

### The God Particle

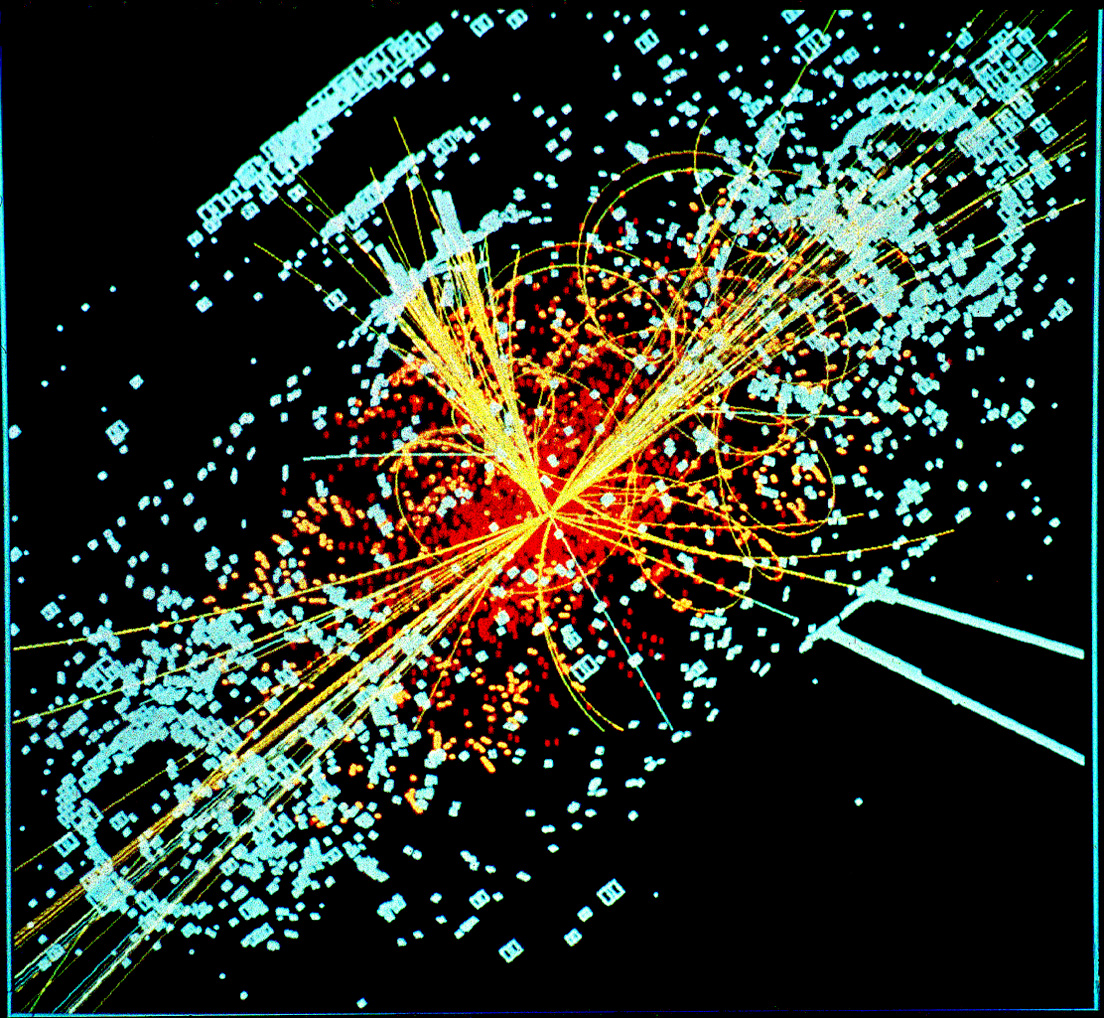
Un esdeveniment simulat al Gran Col·lisionador d'Hadrons representant l'aparença d'un bosó de Higgs.

Al llibre de divulgació científica de Dick Teresi i Leon M. Lederman (guanyador del Nobel de Física) The God Particle: If the Universe Is the Answer, What Is the Question? (1993) s'hi fa una de les explicacions divulgatives més populars del que és un accelerador de partícules, així com del funcionament de la física de partícules en general.
Al llibre s'hi narra breument història de la física de partícules, des del filòsof grec Demòcrit fins al desenvolupament de la física quàntica al segle xx, passant per Isaac Newton, Roger J. Boscovich, Michael Faraday i Ernest Rutherford.

### Als llibres de Richard Feynman
Richard Feynman és un físic guanyador del Premi Nobel de Física que ha escrit diversos llibres de divulgació científica on parla de la física de partícules.

#### Surely You're Joking, Mr. Feynman!
Surely You're Joking, Mr. Feynman! és una col·lecció d'experiències i memòries de l'autor. El llibre, publicat l'any 1985, parla d'una gran varietat de moments de la vida de Feynman entre els quals s'inclouen diverses referències a acceleradors de partícules.

#### The Feynman Lectures on Physics
The Feynman Lectures on Physics és un llibre de text de física publicat l'any 1964 juntament amb Robert B. Leighton i Matthew Sands basat en les lliçons impartides per Feynman a estudiants del California Institute of Technology (Caltech) entre 1961 i 1963. Inclou continguts sobre matemàtiques, electromagnetisme, física newtoniana i física quàntica, així com sobre la relació entre la física i altres ciències. Sis dels capítols del llibre foren recollits més tard al llibre Six Easy Pieces: Essentials of Physics Explained by Its Most Brilliant Teacher, i sis més a Six Not So Easy Pieces: Einstein's Relativity, Symmetry and Space-Time.
El primer volum se centra en mecànica, radiació i termodinàmica, el segon en matèria i electromagnetisme i el tercer en mecànica quàntica.

### Gran Col·lisionador d'Hadrons
El Gran Col·lisionador d'Hadrons (GCH) ha contribuït notòriament a la consolidació dels acceleradors de partícules a la cultura popular. Des dels problemes científics reals, que inclouen la recerca de la partícula de Higgs, fins a la controvèrsia pel seu cost, la premsa ha parlat a bastament del GCH.

## En la literatura de ficció

### Àngels i dimonis
A la novel·la de Dan Brown Àngels i dimonis hi apareix antimatèria creada al Gran Col·lisionador d'Hadrons amb la finalitat de ser usada en una arma contra la Ciutat del Vaticà.

### Firstborn
A la novel·la Firstborn d'Arthur C. Clarke, l'alephtron es descriu com un accelerador de partícules enrotllat a l'equador de la Lluna.

### Flashforward
La novel·la Flashforward de Robert J. Sawyer narra la recerca del bosó de Higgs al Gran Col·lisionador d'Hadrons.

### Timescape
La novel·la de ciència-ficció de l'any 1980 Timescape, escrita per Gregory Benford (amb l'ajut de Hilary Foister com a negre) conté també referències a acceleradors de partícules. Va guanyar l'any 1980 un premi als Nebula and British Science Fiction Awards. and the 1981 John W. Campbell Memorial Award for Best Science Fiction Novel. La novel·la fou ben rebuda tant pels crítics en literatura de ciència-ficció com per la crítica genèrica.

### Cosm
A la novel·la Cosm de Gregory Benford s'hi narra la creació d'un plasma de quarks i gluons en un accelerador de partícules. Aquest plasma esdevé un univers separat que evoluciona des d'un big-bang fins al seu final en un breu període.

### Forat negre
A la novel·la Forat negre d'Angelo Paratico un grup de físcics proven d'aturar el Gran Col·lisionador d'Hadrons sense èxit, fet que genera un micro forat negre que gradualment s'empassa la Terra.

## En el cinema

### Els caçafantasmes
A la pel·lícula Els caçafantasmes i a les seves seqüeles els protagonistes fan servir unes motxilles protòniques per capturar ectoplasma. Aquestes motxilles, anomenades proton packs a la versió original, també apareixen esmentades a les pel·lícules com "llançadors de partícules" o "acceleradors de partícules sense llicència".

### Iron Man 2
A Iron Man 2, el protagonista presenta un accelerador de partícules improvisat que fa servir per crear un nou element químic més biològicament inert que el pal·ladi.

### Àngels i dimonis
A la versió cinematogràfica d'Àngels i dimonis hi apareixen gravacions realitzades al Gran Col·lisionador d'Hadrons. El director del metratge, Ron Howard, va parlar amb experts de l'Organització Europea per a la Recerca Nuclear per tal que la pel·lícula fos acurada en termes científics.

## En sèries de televisió

### FlashForward
La novel·la de ciència-ficció Flashforward (Robert J. Sawyer) fou adaptat per la pantalla petita als Estats Units de la mà de l'ABC i es començà a emetre l'any 2009. Tot i que la versió televisiva només està basada vagament en el llibre, manté les referències a la recerca del bosó de Higgs al Gran Col·lisionador d'Hadrons.

### Els guardians de la galàxia
En un episodi de la sèrie animada Els guardians de la galàxia hi apareix un científic boig de la lluna Texton que, amb un accelerador de partícules, pretén demostrar l'existència d'universos paral·lels.

### The Sparticle Mystery
Al drama de ciència-ficció de la CBBC The Sparticle Mystery, un accelerador de partícules és el responsable de la desaparició de tots els humans de 15 anys o més.

### Terra Nova
A la sèrie de la FOX estrenada el 2011 Terra Nova, la grieta espaciotemporal que permet viatjar en el temps és un fenomen natural descobert pels científics del Laboratori Nacional Fermi. De fet, l'entrada al portal espaciotemporal conté dos grans semicercles, fet que fa pensar que pugui tractar-se de l'accelerador de partícules de l'esmentat laboratori.

### The Flash
A la sèrie televisiva de 2014 The Flash, un científic anomenat Harrison Wells (interpretat per Tom Cavanagh) crea un accelerador de partícules l'any 2020 que, per mal funcionament, crea humans amb superpoders. Entre aquests humans hi ha el protagonista de la sèrie.

## En videojocs

### Another World
A la introducció del videojoc Another World s'hi mostra al jugador treballant amb un accelerador de partícules. Un llamp cau sobre laboratori durant un experiment i l'accelerador falla. Com a conseqüència, el jugador és teletransportat a un altre món.

### Scribblenauts
Al videojoc de 2009 Scribblenauts, el Gran Col·lisionador d'Hadrons genera un forat negre.